# Sternocera aequisignata

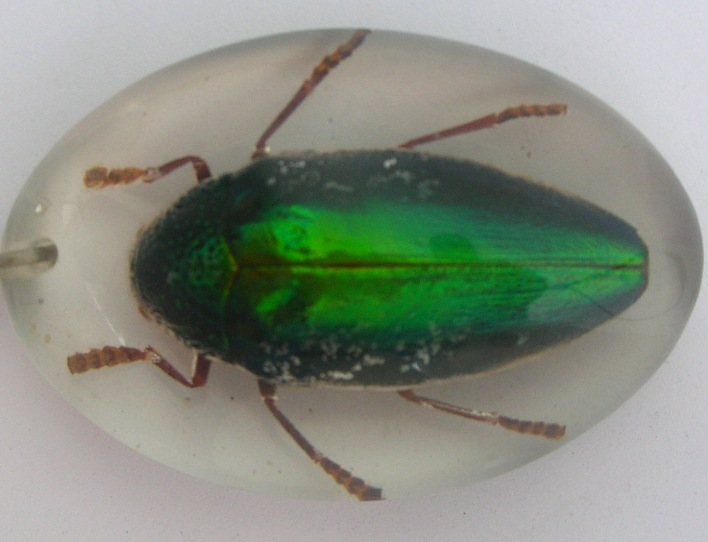
Okaz S. aequisignata zatopiony w żywicy

Sternocera aequisignata – gatunek chrząszcza z rodziny bogatkowatych i podrodziny Julidinae

## Taksonomia
Gatunek ten został opisany w 1866 roku przez Edwarda Saundersa.

## Opis
Chrząszcz ten osiąga od 30 do 45 mm długości ciała. Ubarwiony jest metalicznie zielono lub złoto-zielono, przy czym barwa ta obejmuje również odnóża, czym różni się od Sternocera chrysis i S. ruficornis.

## Biologia
Larwy są ksylofagami i rozwijają się w drewnie Albizia lucidor, Albizia lebbeck, Albizia procera, Albizia lebbeckoides, Pithecellobium dulce oraz Acacia auriculaeformis. Dorosłe są foliofagami, odżywiającymi się liśćmi tych samych roślin.

## Występowanie
Gatunek ten rozprzestrzeniony jest od Indii i Nepalu, przez Kambodżę, Tajlandię i Laos po Wietnam.